# واتومندری (بخش)
واتومندری (به لاتین: Vatomandry) یک منطقهٔ مسکونی در ماداگاسکار است که در آتسینانانا واقع شده‌است.